# Cold Skin
Pour plus de détails, voir Fiche technique et Distribution.
Cold Skin est un thriller horrifique franco-espagnol réalisé par Xavier Gens, sorti en 2017. Il s’agit de l’adaptation du roman catalan La Peau froide (ca) (La pell freda) d'Albert Sánchez Piñol (2002).
Il est sélectionné dans « Focus catalan » et projeté en avant-première mondiale en septembre 2017 à L'Étrange Festival.

## Synopsis
À l'automne 1914, alors que la Première Guerre mondiale a déjà commencé en Europe, un jeune climatologue débarque sur une île déserte située dans l'océan austral, pour y travailler pendant un an. Il rencontre le gardien de phare, étrange personnage à la personnalité torturée. Il découvre rapidement qu'ils ne sont pas seuls. À la nuit tombée, d'étranges et redoutables créatures surgissent de la mer.

## Fiche technique
- Titre original : Cold Skin
- Titre espagnol : La piel fría
- Réalisation : Xavier Gens
- Scénario : Jesús Olmo et Eron Sheean (de), d'après le roman La Peau froide (ca) (La pell freda) d'Albert Sánchez Piñol (2002)
- Direction artistique : Gil Parrondo
- Décors : Óscar Sempere
- Costumes : Tatiana Hernández (ca)
- Photographie : Daniel Aranyó
- Montage : Guillermo de la Cal
- Musique : Víctor Reyes
- Production : Mark Albela et Denise O'Dell
- Sociétés de production : Babieka ; Kanzaman et Pontas Film & Literary Agency (coproductions)
- Société de distribution : Diamond Films (Espagne), Condor Entertainment (France)
- Pays de production :  Espagne,  France
- Langue originale : anglais
- Format : couleur — 2,35:1
- Genre : thriller horrifique
- Durée : 105 minutes
- Dates de sortie[2] :
  - France : 10 septembre 2017 (L'Étrange Festival)[3] ; 17 juillet 2019 (DVD et Blu-ray)
  - Espagne : 13 octobre 2017 (Festival international du film fantastique de Catalogne) ; 20 octobre 2017 (sortie nationale)[4]
- Classification :
  - France : interdit aux moins de 12 ans[5] ou 16 ans[3] en festival, accord parental lors de sa sortie en DVD, déconseillé aux moins de 16 ans à la télévision

## Distribution
- Ray Stevenson (VFB : Lionel Bourguet) : Gruner
- David Oakes (VFB : Sébastien Hébrant) : l'ami
- Aura Garrido : Aneris
- John Benfield (en) (VFB : Michel Hinderyckx) : le capitaine Axel
- Ben Temple (ca) (VFB : Steve Driesen) : l'officier de la marine
- Winslow Iwaki (VFB : Jean-Marc Delhausse) : le Sénégalais
- Iván González (es) (VFB : Quentin Minon) : le jeune officier

Version française dirigée par Ioanna Gkizas au studio Éclair (Belgique), d'après une adaptation des dialogues de Laurence Crouzet.
Source VF : Version française d'après le carton du doublage français.

## Production
Tournage
Après la visite en Islande, au Groenland, au Canada et d'autres endroits depuis 2011, Xavier Gens et l'équipe de tournage ont atterri à Lanzarote, une île volcanique d'Espagne située dans l'océan Atlantique et faisant partie des îles Canaries.

## Accueil

### Festivals et sorties
Cold Skin est sélectionné dans « Focus catalan » et projeté en avant-première mondiale, le 10 septembre 2017, à L'Étrange Festival,, ainsi que le 13 octobre 2017 au Festival international du film fantastique de Catalogne avant la sortie nationale en Espagne à partir du 20 octobre 2017.

### Critique
Gabriel M. de CineSeries souligne à propos des « créatures à l'écran, l'atmosphère des années 1920 et l'intrigue vont séduire à n'en pas douter les amateurs des nouvelles fantastiques signées H. P. Lovecraft ».

## Distinctions

### Sélections
- L'Étrange Festival 2017 (Paris, France) : « Focus catalan »[3]
- Festival international du film fantastique de Catalogne 2017 (Sitges, Espagne)[4]
- Utopiales 2017 (Nantes, France) : compétition internationale[5]